# مدينة الأمير حمزة للشباب
تعد مدينة الأمير حمزة للشباب من أهم المرافق الرياضية في محافظة العقبة، حيث تخدم الحركة الرياضية في المحافظة وباقي مناطق المملكة نظراً للمناخ الصيفي المناسب لإقامة المعسكرات التدريبية للأندية والمنتخبات الوطنية حيث تم إنشاء المجمع الرياضي والذي يشمل ملعب كرة قدم مزروع بالنجيل الطبيعي منذ عام (1990).

## التأسيس
جاءت الفكرة بإنشاء مدينة الأمير حمزة للشباب مع بداية عام 2006، حيث شملت المدينة ملعب كرة القدم والمسبح الأولمبي بالقياس الدولي 50م×25م عمق 2م. ثم طُورت مرافق المدينة لتصبح مدينة رياضية نموذجية حيث تم إنشاء المزيد من المرافق والقاعات الرياضية وملاعب السكواش والتنس الأرضي وكرة الطائرة الشاطئية وقاعات اللياقة البدنية والساونا ورياض الأطفال والصالات الرياضية والقاعات.

## الاستاد الرياضي
عبارة عن ملعب كرة القدم بالمواصفات الدولية وأرضية نجيل طبيعي ويحتوي على مضمار ألعاب قوى ومدرجات سعة (2000) شخص يقوم بخدمة الأندية والمنتخبات الوطنية ولعبة كرة القدم في المحافظة.